# Hocheck (Gutensteiner Alpen)
Hocheck är ett berg i Österrike.   Det ligger i distriktet Baden och förbundslandet Niederösterreich, i den östra delen av landet, 40 km sydväst om huvudstaden Wien. Toppen på Hocheck är 687 meter över havet.
Terrängen runt Hocheck är lite kuperad. Närmaste större samhälle är Berndorf, 12,6 km öster om Hocheck. 
I omgivningarna runt Hocheck växer i huvudsak blandskog. Runt Hocheck är det ganska tätbefolkat, med 172 invånare per kvadratkilometer.